# Sara Garović
Sara Garović (serbisch-kyrillisch Сара Гаровић, geboren am 22. August 1994 in Belgrad) ist eine serbische Handballspielerin.

## Karriere
Nach ihrer Zeit bei RK Junior Belgrad wechselte sie 2014 nach Polen zu Politechnika Koszalin. Hier gab es aber Konflikte mit dem Verein, wodurch sie den Vertrag 2016 wieder auflöste und nach Serbien zurückkehrte. Über Stationen bei ŽRK Medicinar und ŽRK Bukovička Banja gelangte sie 2022 nach Deutschland und unterschrieb einen Vertrag beim Erstligisten Borussia Dortmund. Mit ŽRK Bukovička Banja stand sie im Halbfinale des European Cups 2021/22. 2023 belegte sie mit Dortmund den 3. Platz in der EHF European League. Nach einer Saison verließ sie Dortmund und schloss sich dem serbischen Erstligaaufsteiger ŽRK Crvena Zvezda an.
Sie nahm mit der serbischen Juniorinnen-Nationalmannschaft an der U20-Weltmeisterschaft 2014 teil. Zudem stand sie im Aufgebot der A-Nationalmannschaft, absolvierte bisher jedoch noch kein Spiel.